# Percnobraconoides jojoba
Percnobraconoides jojoba är en stekelart som beskrevs av Marsh 1989. Percnobraconoides jojoba ingår i släktet Percnobraconoides och familjen bracksteklar. Inga underarter finns listade i Catalogue of Life.